# Charlotte Turner Smith
Charlotte Turner Smith (4 maggio 1749 – 28 ottobre 1806) è stata una poetessa e scrittrice britannica, la cui opera si ritiene abbia avuto una grande influenza su Jane Austen e Charles Dickens.
È vittima tutt'altro che passiva di un matrimonio infelice e scrive per mantenere i suoi figli. 
Dopo aver, seppur debolmente, difeso i principi rivoluzionari, la Smith, come molti altri intellettuali, rimane delusa dagli sviluppi sanguinosi francesi e si dedica alla solidarietà verso i profughi.
Il narratore che emerge nei suoi romanzi è malinconico e talvolta letteralmente modellato sul Werther di Goethe. Spesso le trame riguardano il denaro, questioni ereditarie o la vita nelle case di campagna.